# アンドレス・パロップ
アンドレス・パロップ・セルベラ（Andrés Palop Cervera、1973年10月22日 - ）は、スペイン・バレンシア州ラルクディア出身の元サッカー選手。ポジションはGK。

## 経歴

### クラブ
地元のバレンシアCFの下部組織で育ち、1997年夏に同じバレンシア州内のビジャレアルCFにレンタル移籍してプロデビューを果たすと、1997-98シーズンは絶対的なレギュラーとしてプリメーラ・ディビシオン（1部）昇格に貢献した。
1998-99シーズンもビジャレアルCFに残留して35試合に出場したが、18位でセグンダ・ディビシオン降格となった。1999年夏にバレンシアに復帰したがベテランのサンティアゴ・カニサレスの控えとしてベンチを温めることが多く、クラブがリーグ優勝を果たした2001-02シーズンは7試合の出場、2003-04シーズンは出場なしに終わった。
2005年、トップチームで6シーズン過ごしたバレンシアCFを離れてセビージャFCに移籍した。1年目の2005-06シーズンからレギュラーとなり、UEFAカップ優勝を果たした。2006年にはUEFAスーパーカップを制し、2006-07シーズンにはコパ・デル・レイとUEFAカップの2冠を獲得した。特にUEFAカップ決勝トーナメント1回戦・FCシャフタール・ドネツク戦セカンドレグは敗戦濃厚だったが、ロスタイムにゴールキーパーでありながら前線へ飛び出し、コーナーキックをヘディングで合わせて同点ゴールを決め、延長戦の末に勝利した。決勝のRCDエスパニョール戦でも先制点の起点となる見事なパントキックを見せ、試合をPK戦に持ち込むと、PK戦で3本をセーブして優勝した。この活躍によりマン・オブ・ザ・マッチに選ばれている。2007-08シーズン以降もチームに不可欠な存在であり続け、セビージャに移籍してから5シーズン連続でリーグ戦30試合以上に出場している。2009-10シーズンには3シーズンぶりにコパ・デル・レイで優勝した。
しかし、2010年3月16日のチャンピオンズリーグ準々決勝のCSKAモスクワ戦で本田圭佑に無回転FKを決められて以降は不振に陥ってしまい、2010-11シーズンと2011-12シーズンはハビ・バラスの台頭によって出場機会が減少。バラスがセルタ・デ・ビーゴへ移籍した2012-13シーズンはビジャレアルから新加入のディエゴ・ロペス・ロドリゲスとの併用となっているが、ロペスを差し置いて起用されることもあった。
ロペスが2013年1月25日にレアル・マドリードへと移籍した後は、ベトが新たに加入して再び控えとなった。シーズン終了後、契約満了によりセビージャを退団。
古巣バレンシアへの復帰が有力視されていたが、6月3日にドイツのバイエル・レバークーゼンと延長オプション付きの1年契約を結んだ。
2014年4月21日、現役引退を表明した。

### 代表
2007年8月18日、イケル・カシージャスが負傷したためその代役としてスペイン代表に初招集されることになった。しかしギリシャとの親善試合ではペペ・レイナがゴールマウスを守り、出番はなかった。EURO 2008のメンバー選考ではビクトル・バルデスではなくパロップが第3GKに選ばれ、スペインが優勝した際のセレモニーではEURO 1984でルイス・アルコナーダが着たモデルのシャツを身に着けた。EURO後にビセンテ・デル・ボスケ監督が就任してからは一度も招集されていない。

## 所属クラブ
- バレンシアCF B 1993-1997
- バレンシアCF 1997-2005

→ ビジャレアルCF 1997-1999
- セビージャFC 2005-2013
- バイエル・レバークーゼン 2013-2014

## タイトル

### クラブ
- バレンシアCF
  - リーガ・エスパニョーラ 優勝 : 2001-2002, 2003-2004
  - UEFAカップ 優勝 : 2003-2004
  - UEFAスーパーカップ 優勝 : 2004
- セビージャFC
  - UEFAカップ 優勝 : 2005-2006, 2006-2007
  - UEFAスーパーカップ 優勝 : 2006
  - コパ・デル・レイ 優勝 : 2006-2007, 2009-2010
  - スーペルコパ・デ・エスパーニャ 優勝 : 2007

### 代表
- スペイン代表
  - UEFA欧州選手権2008 優勝 : 2008